# Erotiano
Erotiano o Herotiano fue un lexicógrafo del siglo I que escribió una obra, en griego, acerca de la lengua usada por Hipócrates. De esta obra, llamada  Compendio de expresiones hipocráticas, que contiene además una dedicatoria a Andrómaco, médico personal de Nerón, solo se conserva un epítome de la misma. En ella Erotiano partió de la obra de Baqueo de Tanagra (lexicógrafo del siglo III a. C.), recopiló una lista de tratados atribuidos a Hipócrates y citaba a los principales médicos y gramáticos de la Antigüedad. 
La obra se Erotiano se supone que es una de las usadas como fuente por Galeno para su obra sobre Hipócrates.